# Martin Kollár
Martin Kollár (* 23. listopadu 1971, Žilina) je slovenský dokumentární fotograf a kameraman.

## Život a tvorba
Vystudoval kameru na bratislavské Vysoké škole múzických umění, kde absolvoval v roce 1997. Je dokumentárním fotografem se zaměřením na život v evropských postkomunistických zemích a filmovým kameramanem.
V roce 2009 se zúčastnil výstavy Prague Biennale Photo. Vystavoval v rámci celku Nová Slovenská fotografia, kterou zaštítili kurátoři Lucia L. Fišerová a Václav Macek. Svá díla kromě něj vystavovali ještě Andrej Balco, Petra Bošanská, Petra Cepková, Radovan Čerevka, Juraj Chlpík, The Dudas Brothers, Jana Ilková, Šymon Kliman, Dalibor Krupka, Marek Kvetan, Pavel Maria Smejkal a Viktor Szemző. Jako kameraman se podílel na filmu Koza a získal v roce 2016 cenu Slnko v sieti.